# Catherine Lafond
Pour les articles homonymes, voir Lafond.
Catherine Lafond est une actrice, directrice artistique et adaptatrice française.

## Biographie
Elle a été mariée au comédien Jean Sagols, père de son fils, le comédien Thomas Sagols.
Catherine Lafond s’intéressait plus étant enfant aux courts métrages que réalisait son père qu’à ses études. Elle sera renvoyée de plusieurs établissements jusqu’au jour où sa rencontre avec une professeur de français la dirigera vers le théâtre. Elle abandonne alors sa scolarité vers 15 ans pour prendre des cours au Centre de la Rue Blanche avant de tenter le Conservatoire. À 16 ans, elle tourne dans le film L'année du bac, puis elle enchaîne avec beaucoup de rôles pour la télévision ou des publicités, pendant une vingtaine d’années, jusqu’au milieu des années 1980, en faisant aussi du doublage. C’est à la suite d'un tournage pour une série (Nans le berger) que Catherine rencontre la comédienne de doublage Hélène Tossy.
Ayant eu son fils Thomas en 1985, et avec l'arrivée de nouveaux doubleurs, de nouveaux directeurs de plateaux, elle s’est retrouvée un peu écartée du doublage. Elle fera alors des rapports de lecture pour une maison d’édition destinés entre autres à des metteurs en scène. Puis au milieu des années 90, elle devient directrice de doublage, proposition qu’elle avait refusée par le passé, une nouvelle fonction qui lui plaît bien.
À la fin des années 1990, Catherine Lafond s'était éloignée du théâtre et des tournages et aspire plus à la vie de famille, à la campagne.

## Théâtre
- 1968 : Ma déchirure de Jean-Pierre Chabrol, mise en scène Gabriel Garran, Théâtre de la Commune
- 1971 : Le Précepteur de Jakob Michael Reinhold Lenz, mise en scène Wolfram Mehring, Théâtre de la Gaîté-Montparnasse

## Filmographie

### Cinéma
- 1964 : L'Année du bac, de Maurice Delbez et José-André Lacour : Nicky
- 1967 : Bang-Bang, de Serge Piollet : Clara, l'amie anglaise
- 1973 : Le Désir et la volupté, de Lucien Duval
- 1974 : Les Suspects, de Michel Wyn

### Télévision
- 1966 : Le Théâtre de la jeunesse, épisode La clef des cœurs, d'Yves-André Hubert : Marie
- 1967 : Les Aventures de Michel Vaillant, série de Charles Bretoneiche : Mémel
- 1968 : Les Demoiselles de Suresnes, série de Pierre Goutas : Sylvette
- 1968 : Le Tribunal de l'impossible, épisode Qui hantait le presbytère de Borley ? : Mary
- 1968 : Les Enquêtes du commissaire Maigret, épisode Signé Picpus, de Jean-Pierre Decourt : Emma
- 1969 : Allô Police, épisode L'Enquête visible, d'Ado Kyrou : la fleuriste
- 1970 : Les Dossiers du professeur Morgan, épisode Non-lieu
- 1972 : Les Évasions célèbres, épisode L'étrange trépas de Monsieur de la Pivardière : Marguerite
- 1972 : La Demoiselle d'Avignon, série de Michel Wyn : Mimi
- 1972 : François Gaillard, épisode Cécile et Nicolas, de Jacques Ertaud : Catherine Lenain
- 1972 : La Mort d'un champion, téléfilm d'Abder Isker : Evelyne Reboul
- 1972 : François Gaillard ou la vie des autres de Jacques Ertaud, épisode : Madeleine : Francine
- 1972 : M. de Maupassant ou Le procès d'un valet de chambre, téléfilm de Jean-Pierre Marchand : Mouche
- 1972 : Les Habits neufs du Grand-Duc, téléfilm de Jean Canolle : L'Éveillée
- 1973 : Les Messieurs de Saint-Roy, série de Pierre Goutas : Mlle Lersun
- 1973 : Le Noctambule, téléfilm de Philippe Arnal : la jeune fille
- 1973 : Monsieur Émilien est mort, téléfilm de Jean Pignol : Lucienne
- 1973 : Ton amour et ma jeunesse d'Alain Dhenault : Sophie
- 1974 : Drôle de graine, téléfilm de Henri Jouf : Hélène
- 1974 : Nans le berger, série de Bernard-Roland : Marguerite
- 1974 : L'Accusée, série de Pierre Goutas : la soubrette
- 1974 : Le Port, téléfilm de Claude Santelli
- 1974 : Chéri-Bibi, série de Jean Pignol
- 1975 : Une femme seule, série de Pierre Goutas : Nicole
- 1975 : Erreurs judiciaires, série de Pierre Goutas : Marianne
- 1977 : Bonsoir chef, série de Pierre Goutas : Mme Pinson
- 1977 : Une seconde d'éternité, téléfilm de Gérard Chouchan : Janine
- 1978 :  Désiré Lafarge  épisode : 35 mm couleur pour Désiré Lafarge  de Jean Pignol
- 1979 : Le Vérificateur, épisode  Bilan d'une idole : Brigitte
- 1979 : Le Facteur de Fontcabrette, téléfilm de Bernard-Roland
- 1979 : Cinéma 16, épisode L'Œil du sorcier : Thérèse
- 1982 : L'Adieu aux as, mini-série de Jean-Pierre Decourt : Odette Poirier
- 1983 : La Dame aux mille et une vies, de Pierre Goutas
- 1985 : Les Filles du KGB, téléfilm de Don Taylor : Alexandra

## Doublage

### Cinéma

#### Films
- Julie Walters dans : 
  - Harry Potter à l'école des sorciers (2001) : Molly Weasley
  - Harry Potter et la Chambre des secrets (2002) : Molly Weasley
  - Harry Potter et le Prisonnier d'Azkaban (2004) : Molly Weasley
  - Harry Potter et l'Ordre du Phénix (2007) :  Molly Weasley
  - Harry Potter et le Prince de sang-mêlé (2009) : Molly Weasley
  - Harry Potter et les Reliques de la Mort, partie 1 (2010) : Molly Weasley
  - Harry Potter et les Reliques de la Mort, partie 2 (2011) : Molly Weasley

- Nancy Allen dans :
  - Pulsions (1980) : Liz Blake
  - Blow Out (1981) : Sally

- 1943[n 1] : L'ombre d'un doute : la jeune Charlie (Teresa Wright)
- 1976 : Rocky : Marie (Jodi Letizia)
- 1977 : Héros : Carol Bell (Sally Field)
- 1978 : American College : Shelly (Lisa Baur)
- 1978 : Piranhas : Betsy (Belinda Balaski) et Barbara Randolph (Janie Squire)
- 1979 : Le Vainqueur : Andrea Andropolis (Lesleh Donaldson)
- 1980 : Les 13 Marches de l'angoisse : Emily Perkins (Ruth Cox)
- 1980 : La Fureur du juste : Nancy (Kim Lankford (en))
- 1980 : Fame : Doris Finsecker (Maureen Teefy)
- 1980 : Inferno : Rose Elliot (Irene Miracle)
- 1980 : Cabo Blanco : Rosa (Ana de Sade)
- 1981 : Le Loup-garou de Londres : Alex Price (Jenny Agutter)
- 1981 : Excalibur : Ygraine (Katrine Boorman)
- 1981 : Halloween 2 : Janet Marshall (Ana Alicia)
- 1981 : Sanglantes Confessions : Georgette Amsterdam (Susan Myers)
- 1981 : La Mort au large : Jenny Benton (Stefania Girolami) et la secrétaire du maire (Gail Moore)
- 1981 : Incubus : Jenny Cordell (Erin Noble)
- 1982 : Officier et Gentleman : Casey Seeger (Lisa Eilbacher)
- 1982 : Le Verdict : Sally Doughney (Lindsay Crouse)
- 1982 : Le Monde selon Garp : Helen Holm (Mary Beth Hurt)
- 1983 : Les Dents de la mer 3 : Kelly Ann Bukowski (Lea Thompson)
- 1984 : Signé : Lassiter : Sara Wells (Jane Seymour)
- 1985 : After Hours : Marcy Franklin (Rosanna Arquette)
- 2001 : Blow : Barbara Buckley (Franka Potente)
- 2002 : Arrête-moi si tu peux : Carol Strong (Nancy Lenehan)
- 2004 : Vera Drake : Vera Drake (Imelda Staunton)
- 2008 : Soyez sympas, rembobinez : Miss Falewicz (Mia Farrow)
- 2009 : Le Beau-père : Jackie Kerns (Paige Turco)
- 2021 : La Proie : Mme Georgia Kellog (Welker White (de))
- 2022 : Ticket to Paradise : Beth-Ann (Geneviève Lemon)
- 2023 : Tu peux oublier ma bat-mitsva ! (en) : ? (?)
- 2023 : Monk, le retour : Beth (Brooke Adams)
- 2025 : La Duplicité (en) : ? (?)

#### Films d'animation
- 1973[n 2] : Les Aventures de Panda : Panda (Lonlon)
- 1979[n 3] : Le Château de Cagliostro : Magali
- 1979 : Banjo, le chat malicieux : Banjo (court-métrage)
- 1982 : Brisby et le Secret de NIMH : Teresa
- 2002 : Lupin III: Épisode 0, First Contact : Magali
- 2017 : Mary et la Fleur de la sorcière : tante Charlotte
- 2019 : Le Voyage du prince : Rose

### Télévision

#### Téléfilms
- Michele Scarabelli dans :
  - L'Amour entre deux pages (2020) : Dottie Chambers
  - Un fabuleux coup de foudre pour Noël (2020) : Lois Godfrey

- 1972[n 4] : La Chose : Marjorie Worden (Sandy Dennis)
- 1977 : L'Homme au masque de fer : Mlle de la Vallière (Jenny Agutter)
- 1983 : Genius Kid (en) : Nick Newell (Gary Coleman)
- 2015 : La Muse de l'artiste : Doll (Frances Fisher)
- 2016 : Romance à l'hôtel : Helen (Lindsay Wagner)
- 2017 : Papa par intérim à Noël : Sarah Redford (Mary Long)
- 2020 : Un festival pour la Saint-Valentin : Alicia Simmons (Mary-Margaret Humes)
- 2021 : Appelez-moi grand-mère… : Helen Henderson (Deborah Grover (en))
- 2021 : Le Grand Concours de Noël : Bernie Winters (Jennifer Higgin)
- 2022 : Mon miracle de Noël : Mamie Rose (Darlene Tait)
- 2022 : Il était deux fois Noël : Deena Peterson (Beverley Breuer (en))
- 2023 : Un Noël magique à New York : Patty Schultz (Maria Ricossa)

#### Séries télévisées
- Sandra Bernhard dans :
  - Roseanne (1991-1997) : Nancy Bartlett (33 épisodes)
  - American Horror Story (2018 / 2022) : Hannah (saison 8, épisode 8) et Fran (saison 11)

- 1958-1959[n 5] : L'Homme invisible : Diane Brady (Lisa Daniely (en))
- 1974 : Happy Days : Joanie Cunningham (Erin Moran) (1re voix)
- 1976 : L'Île perdue : Su Ying (Amanda Ma)
- 1977 : Jésus de Nazareth : Marie de Nazareth (Olivia Hussey) (mini-série)
- 1977-1981 : Huit, ça suffit ! : Elizabeth Bradford (Connie Needham) (112 épisodes)
- 1978-1979 : Galactica : Cassiopeia (Laurette Spang-McCook (en)) (21 épisodes)
- 1979 : Zora la rousse : Zora (Lidija Kovačević)
- 1979 : Shérif, fais-moi peur : Daisy Duke (Catherine Bach) (1re voix, saison 1)
- 1979-1988 : Drôle de vie : Blair Warner (Lisa Whelchel (en)) (201 épisodes)
- 1981-1983 : Dallas : Katherine Wentworth (Morgan Brittany) (1re voix)
- 1981-1983 : Falcon Crest : Vickie Gioberti #1 (Jamie Rose) (44 épisodes)
- 1981-1984 : Dynastie : Fallon Carrington Colby (Pamela Sue Martin) (88 épisodes)
- 1982 : Fame : Doris Schwartz (Valerie Landsburg) (1re voix)
- 1982-1986 : K 2000 : Bonnie (Patricia McPherson) (62 épisodes), April Curtis (Rebecca Holden) (22 épisodes) et voix additionnelles
- 1983-1984 : L'Agence tous risques : Amy Allen (Melinda Culea) (24 épisodes), Tawnia Baker (Marla Heasley) (10 épisodes) et voix additionnelles
- 1983-1986 : Côte Ouest : Cathy Geary Rush (Lisa Hartman)
- 1983-1988 : Magnum : Carol Baldwin (Kathleen Lloyd) (20 épisodes)
- 1985 : Tonnerre mécanique : Rachel Adams (Jeannie Wilson (de))
- 1987 : Supercopter : Jo Santini (Michele Scarabelli (en)) et voix additionnelles
- 1988-1992 : Soko brigade des stups : la commissaire Lizzy Berger (Olivia Pascal)
- 1990 : Hercule Poirot : La Maison du péril : Nick Buckley (Polly Walker) (saison 2, épisode 1)
- 1990-1991 : Columbo : Vivian Dimitri (Helen Shaver) (saison 9, épisode 4)[1] et Nancy Brower (Jamie Rose) (saison 11, épisode 1)
- 1991-1994 : Matlock : Leanne McIntyre (Brynn Thayer) (37 épisodes)
- 1993 : Arabesque : Jill Walker Machio (Nancy Sorel) (saison 9, épisode 21)
- 1994-1998 : Les Incroyables Pouvoirs d'Alex : Danielle Atron (Louan Gideon) (39 épisodes)
- 2000-2001 : Cleopatra 2525 : la Voix (Elizabeth Hawthorne) (27 épisodes)
- 2002 : First Monday : Sarah Novelli (Linda Purl) (12 épisodes)
- 2004 : Hercule Poirot : Cornelia Robson (Daisy Donovan) (épisode Mort sur le Nil)
- 2006 : Dr House : Arlene McNeil (Kathleen Quinlan) (saison 3, épisode 1)
- 2008-2009 : Sons of Anarchy : Luann Delaney (Dendrie Taylor (de)) (11 épisodes)
- 2009 : Mental : Rebecca « Becky » Gallagher (Amanda Douge (en)) (épisodes 10 à 12)
- 2010 : Desperate Housewives : Lillian Allen (Linda Purl) (saison 6, épisode 21)
- 2011-2012 : Gossip Girl : la princesse Sophie Grimaldi (Joanne Whalley) (11 épisodes)
- 2015-2016 : Limitless : Marie Finch (Blair Brown) (8 épisodes)
- 2015-2016 : Hell on Wheels : L'Enfer de l'Ouest : Mary « Mary la Cochère » Fields (Amber Chardae Robinson) (saison 5)
- 2016-2017 : Murder : Sylvia Mahoney (Roxanne Hart) (4 épisodes)
- 2019-2020 : Bless this Mess (en) : Theresa (Rita Moreno) (saison 1, épisode 6 puis saison 2, épisodes 8 et 11)
- 2020 : The Sister (en) : June Fox (Amanda Root) (mini-série)
- 2021 : Schmigadoon! : ? (?)
- 2021 : Allegra : Lucía Sharp (Lucila Gandolfo (es))
- 2021 : L'Improbable Assassin d'Olof Palme : ? (?) (mini-série)
- 2021 : The White Lotus : Christie (Christie Volkmer) (saison 1)
- 2021-2024 : Squid Game : ? (?)
- 2022 : Bosch: Legacy : Gabriela Lida (Alma Martinez (en)) (saison 1)
- 2022 : Uncoupled : ? (?)
- 2022 : The Watcher : ? (?) (mini-série)
- 2022 : Bad Sisters : Minna Williams (Nina Norén (sv))
- 2022 : American Horror Stories : Millie Boone (Heather Wynters) (saison 2, épisode 8)
- 2022 : Le Cabinet de curiosités de Guillermo del Toro : Agatha (Martha Burns) (saison 1, épisode 1)
- 2022 : The First Lady : Sara Roosevelt (Ellen Burstyn) (mini-série)
- 2022 : Machos alfa : ? (?)
- 2022-2023 : The Glory : Park Sang-im (Kim Jeong-yeong (en))
- 2023 : La Petite Fille sous la neige : ? (?) (mini-série)
- 2023 : Luden (de) : ? (?)
- 2023 : Good Omens : ? (?) (saison 2)
- 2023 : Obsession : Elizabeth Barton (Marion Bailey) (mini-série)
- 2023 : Star Trek: Strange New Worlds : l'amirale Javas (Nicky Guadagni (en)) (saison 2, épisode 2)
- 2024 : Kübra : Gulten [Qui ?]
- 2024 : Sexy Beast (en) : Maddie (Cally Lawrence)
- 2024 : Eric : Anne Anderson (Phoebe Nicholls) (mini-série)
- 2025 : The Pitt : Ginger Kitajima (Shu Lan Tuan)

#### Séries d'animation
- 1941-1972[n 6] : Woody Woodpecker : voix additionnelles
- 1966-1968[n 7] : Arthur : Guenièvre et Morgane la sorcière
- 1967-1968[n 8] : Les Quatre Fantastiques : Susan Reed / Femme invisible
- 1969[n 9] : Judo Boy : Luna
- 1971-1972[n 10] : Edgar de la Cambriole : Magali
- 1972-1973 : Lassie : Susan Turner
- 1975-1976 : Maya l'abeille : Mlle Cassandre et la fourmi
- 1975-1976 : Kum Kum : Moustik
- 1977 : Goldorak : Phénicia (voix principale)
- 1977[n 11] : Danguard[2] : Lisa et Benoît enfant
- 1977[n 11] : Grand Prix[3] : Theresa et Isabelle
- 1977-1978 : Rémi sans famille : Lise Acquin, Benjamin (2e voix), Ricardo (épisode 25), Sébastien (épisode 31)
- 1977-1980 : Edgar, le détective cambrioleur : Magali, la femme ninja (épisode 36)
- 1978 : Les Quatre Fantastiques : Jane Richards / Femme invisible
- 1978[n 11] : La Patrouille des aigles[4] : Jun le cygne
- 1978-1979 : Albator, le corsaire de l'espace : Jasmine et Diana
- 1978-1979 : La Bataille des planètes : Princesse
- 1979 : Starzinger[5] : la princesse Aurore
- 1979[n 11] : Gordian[6] : Sarah, Poulot, Cassie
- 1979-1980[n 11] : King Arthur : Guenièvre
- 1979-1980 : Spider-Woman : l'Amazone
- 1980-1981[n 11] : Genki, champion de boxe[7] : la jeune fille
- 1980-1981[n 11] : Le Monde enchanté de Lalabel[8] : Tsubomi Yuri
- 1981[n 11] : Le Tigre, l'Invincible Masqué[9] : Mylène Anode
- 1981[n 11] : Fulgutor (le robot des lumières) : Marite et Bilou
- 1982 : Ulysse 31 : Eolia et Lestronia
- 1982-1983 : Cobra Space Adventure : Jane Royal, Vicky, Anita, Yoko, Opale
- 1982-1983 : Albator 84 : Emeraldas, Lydia (voix de remplacement), Mima
- 1983 : Super Durand : Sophia (voix de remplacement)
- 1983-1985 : SuperTed : voix féminines
- 1984 : Les Blufons[10] : Fleurette et Gin la canne
- 1984 : Les Maîtres de l'Univers : Tilana (la sorcière jeune) (épisode 48)
- 1984-1985 : Turbolide : voix additionnelles
- 1985 : Princesse Sarah : voix additionnelles
- 1985-1987 : Clémentine : Éole, Gretel, Bambou
- 1985-1988 : Jem et les Hologrammes : Jem / Jerrica
- 1986 : Transformers : Moonracer
- 1988 : Nicky Larson : Nadia (épisode 47), Alicia (épisode 58), Hélène (voix de remplacement, épisode 60)
- 1988-1994 : Garfield et ses amis : voix additionnelles
- 1993 : Batman : Summer Gleeson (épisode 35)
- 1993 : Family Dog : Mme Binford
- 2007 : The Garden of Sinners : la dealeuse
- 2011[n 12] : Bob's Burgers : Gloria et Edith (1res voix, saison 1)
- 2011-2019 : Fairy Tail : Karen Lilika, Polyussica, Grandine, Jenny Realight
- 2017[n 13] : Made in Abyss : la directrice
- 2018 : Megalo Box : la directrice Asamoto
- 2018-2019 : Le Piano dans la forêt : Nonomura, Christina Bayer
- 2019 : Levius : Marsha
- 2020 : The Midnight Gospel : Annie
- 2020 : Great Pretender : Akemi
- 2020 : Japan Sinks 2020 : Kanae Murota
- 2021 : Les Chiens dans l'espace : l'Ancienne Shrubdub
- 2021-2022 : Platinum End : Muni
- 2022 : Kung Fu Panda : Le Chevalier Dragon : la vieille Huang
- 2023 : Captain Fall (en) : Consuela
- 2023 : The Ancient Magus Bride : Lizbeth
- 2023 : Jujutsu Kaisen : la narratrice
- 2024-2025 : Fairy Tail: 100 Years Quest : Jenny et Polyussica jeune

### Direction artistique
Catherine Lafond est également directrice artistique.
Téléfilm
- 2011 : L'Ange de Noël[n 14]

Séries télévisées
- 1990-2010 : New York, police judiciaire (avec Roger Lumont et Maïk Darah)
- 1995-1996 : SeaQuest, police des mers (saison 3)
- 1995-1999 : Contre vents et marées[12]
- 1996-2002 : Affaires non classées (saisons 1 à 6)
- 1997-1998 : Nom de code : TKR
- 1998-2001 : First Wave
- 1999 : Le Vent de l'aventure (de)
- 2000-2001 : Cleopatra 2525
- 2004-2006 : Coups de génie
- 2007-2010 : Saving Grace
- 2010 : Sons of Tucson
- 2011 : Cherche partenaires désespérément
- 2011-2014 : Sons of Anarchy (saisons 4 à 7)
- 2014 : Friends with Better Lives
- 2015-2017 : The Odd Couple
- 2016 : Aftermath (en)
- 2017 : The Long Road Home (en) (mini-série)
- 2017 : Rellik
- 2017-2018 : Genius (saisons 1 et 2)

Série d'animation
- 2011[n 15] : Bob's Burgers (saison 1[13])

### Adaptation
- New York, police judiciaire
- Bob's Burgers (saison 1)
- Les Singestronautes[14]